# Schizachyrium mukuluense
Schizachyrium mukuluense là một loài thực vật có hoa trong họ Hòa thảo. Loài này được Vanderyst miêu tả khoa học đầu tiên năm 1923.